# A Dedicated Life
A Dedicated Life (全身小説家, Zenshin shōsetsuka) est un documentaire japonais consacré au romancier Mitsuharu Inoue, réalisé par Kazuo Hara, sorti en 1994.

## Récompenses et distinctions
- 19th Hōchi Film Awards[1] : Meilleur film
- 1994 : Prix Mainichi du meilleur film